# 毛菱叶崖爬藤
毛菱叶崖爬藤（学名：[Tetrastigma triphyllum var. hirtum] 错误：{{Lang}}：文本有斜体标记（帮助））是葡萄科崖爬藤属菱叶崖爬藤的变种。分布于中国大陆的云南等地，见于山坡岩石缝以及疏林中，目前尚未由人工引种栽培。